# Mais Médicos

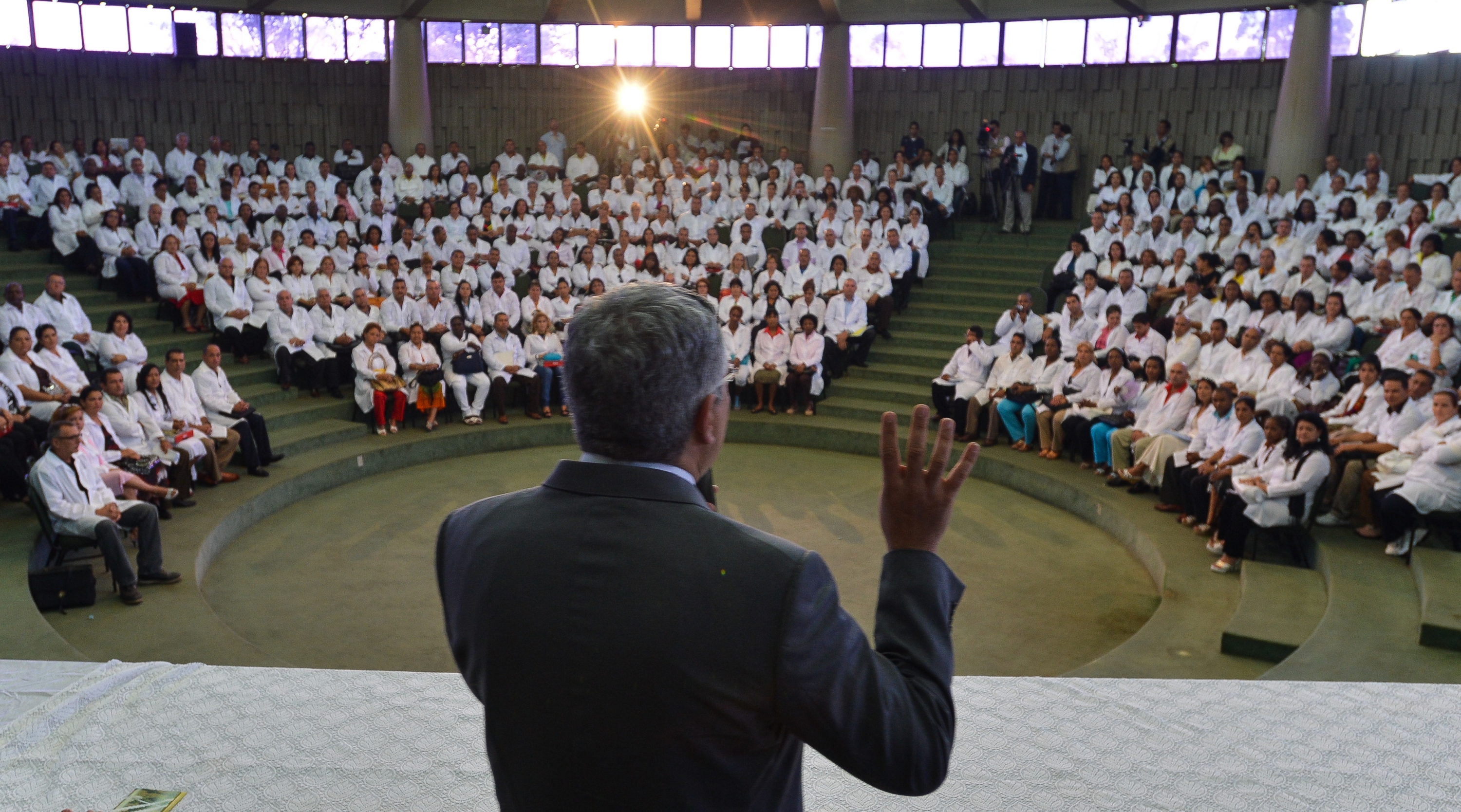
Alexandre Padilha, então Ministro da Saúde, participa da aula inaugural de avaliação dos profissionais cubanos para a segunda etapa do Programa Mais Médicos.

Mais Médicos é um programa lançado em 8 de julho de 2013 pelo Governo Dilma, cujo objetivo é suprir a carência de médicos nos municípios do interior e nas periferias das grandes cidades do Brasil. O programa levou 15 mil médicos para as áreas onde faltam profissionais. O programa chegou, até 2017, a ter 18 240 médicos, garantindo acesso a 63 milhões de pessoas em 4 058 municípios. O formato da "importação" de médicos de outros países foi alvo de duras críticas de associações representativas da categoria, sociedade civil, estudantes da área da saúde e inclusive do Ministério Público do Trabalho.
Pesquisas revelaram que o programa levou acesso à atenção básica a 63 milhões de brasileiros (24,6% da população brasileira na ocasião da pesquisa), com 18 240 médicos inscritos, sendo mais de onze mil cubanos, atuando em 4 058 municípios e 34 distritos indígenas.
Em 1º de agosto de 2019, o governo Bolsonaro lançou o programa Médicos pelo Brasil, em substituição ao Mais Médicos, avaliando se os profissionais inscritos no programa anterior poderiam ser reaproveitados no novo programa ou deveriam ser submetidos a um novo processo seletivo. Segundo uma análise preliminar, o formato do novo programa não permitiria que os médicos cubanos que permaneceram no Brasil pudessem ser realocados sem uma validação do diploma no país. Este governo propõem também um corte de 50%, que afetará não apenas os programas de médicos, mas também políticas como a Farmácia Popular, além dos 61% que já foram cortados do orçamento para a Saúde, relativos à compra de equipamentos e reformas de hospitais das redes de oncologia e maternidade para que fosse possível acomodar tais valores ao chamado orçamento secreto.

## Antecedentes
Antes da chegada dos profissionais estrangeiros, o Brasil possuía 388 015 médicos, correspondendo a dois médicos para cada mil habitantes. Em comparação, esse índice é de 3,2 na Argentina, 4 em Portugal, 2,6 nos Estados Unidos da América, 1,9 na Coreia do Sul e 2 no Japão. Este número era considerado bom, mas havia no país uma distribuição desigual de médicos por região, sendo que 22 estados possuíam um índice inferior à média nacional e apenas 8% dos médicos estavam em municípios com população inferior a 50 000 habitantes, que somam 90% das cidades brasileiras. Enquanto o Distrito Federal e os estados de São Paulo e Rio de Janeiro possuíam taxas bem acima da média nacional – 4,09, 3,62 e 2,64 médicos por mil habitantes, respectivamente –, os estados de Maranhão, Pará e Amapá sequer tinham um médico a cada cem mil habitantes, com taxas de 0,71, 0,84 e 0,95 respectivamente. E mesmo nos pequenos municípios de São Paulo e Rio de Janeiro faltavam profissionais.
Para tentar resolver o problema, o governo federal inicialmente criou, em 2011, o Programa de Valorização dos Profissionais da Atenção Básica (Provab). A ideia era atrair médicos recém-formados a regiões carentes oferecendo-lhes uma bolsa de R$ 8 mil. Cerca de três mil prefeituras solicitaram treze mil médicos, mas apenas 4 392 profissionais inscreveram-se e, desses, somente 3 800 assinaram contrato. Em outras palavras, apenas 29% das vagas abertas foram preenchidas. Em maio de 2013, o Ministério da Saúde anunciou que havia um ano vinha estudando uma política para trazer médicos estrangeiros até essas regiões para minimizar o déficit de profissionais em áreas carentes. A estratégia é vista pelo governo como uma alternativa de curto prazo, até que as ações de ampliação da formação de médicos deem resultados.
Entre 1998 e 2003, o governo do Tocantins adotou um programa para levar médicos cubanos às áreas mais remotas do estado. À época, a revista Veja publicou matéria com tom favorável ao programa do governo tocantinense (na edição de 20 de outubro de 1999), chegando a criticar o Conselho Federal de Medicina por abrir uma ação no Ministério Público pedindo o fim do convênio com o governo de Cuba. Posteriormente, no entanto, a revista se posicionou contra o programa Mais Médicos, afirmando que Cuba teria um dos piores sistemas de saúde do mundo e que o programa "vai inundar o Brasil com espiões comunistas". A afirmação sobre a situação da saúde pública em Cuba é desmentida pela reportagem de 1999 da própria revista, que afirma não haver casos de leishmaniose na ilha.

## O programa

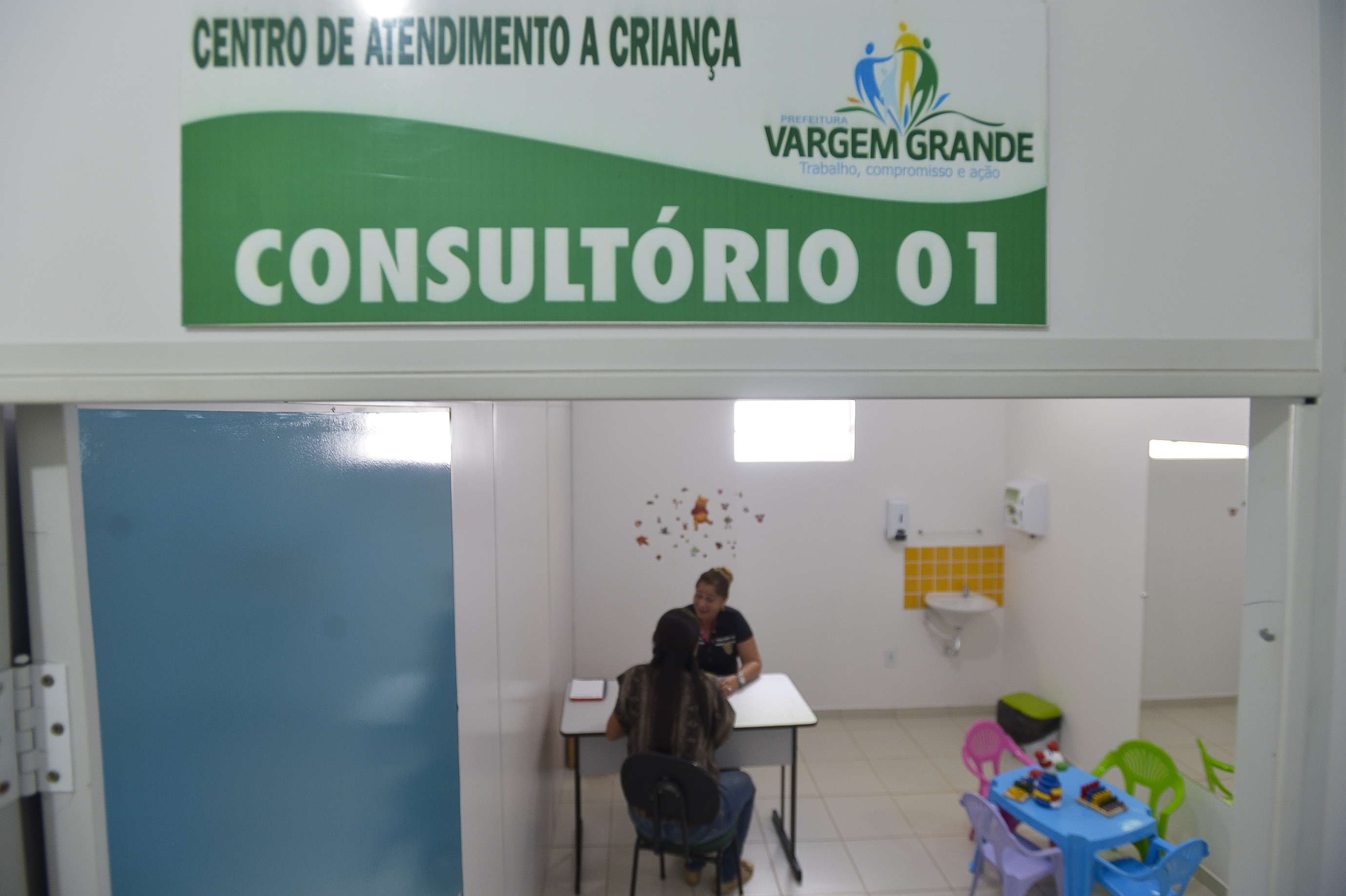
A médica cubana Josefa Rebeca Rodriguez presta atendimento no município de Vargem Grande. Foto: Marcello Casal Jr./ABr

Lançado em 8 de julho de 2013 pela presidente Dilma Rousseff, o programa Mais Médicos foi formado por dois eixos. O primeiro era fixar médicos, brasileiros ou estrangeiros, na rede pública de saúde de municípios do interior e nas periferias das grandes cidades. O segundo era ampliar o curso de medicina em dois anos – proposta que foi flexibilizada pelo próprio governo, frente a uma avalanche de críticas. A primeira fase, destinada à inscrição de médicos formados no Brasil ou que já tinham autorização para atuar no país para trabalharem nos locais onde há poucos profissionais, atendeu apenas 6% da demanda. Posteriormente foram abertas as inscrições para médicos que atuavam no exterior. Os médicos estrangeiros deveriam passar três semanas sob avaliação de uma universidade antes de trabalhar. O governo iria custear a passagem dos selecionados ao Brasil. O programa, com validade de três anos, seria prorrogável por mais três.
Segundo o Ministério da Saúde, os profissionais brasileiros tiveram prioridade no preenchimento das vagas ofertadas. As vagas remanescentes foram oferecidas primeiramente aos brasileiros graduados no exterior e em seguida aos estrangeiros. Os médicos com diplomas do exterior iriam atuar com autorização profissional provisória, restrita à atenção básica e às regiões onde fossem alocados pelo programa. A jornada de trabalho seria de quarenta horas semanais, para as quais os médicos teriam direito a uma bolsa de R$ 10 mil, paga pelo Ministério da Saúde. Além disso, os profissionais teriam ajuda de custo para moradia e alimentação, de responsabilidade dos municípios. Os profissionais cubanos, entretanto, faziam parte de um regime de contratação diferenciado. Enquanto portugueses, argentinos e espanhóis se inscreveram voluntariamente no programa, os cubanos atuavam como prestadores de serviço de um pacote vendido pelo governo de Cuba ao Ministério da Saúde sob intermediação da Organização Pan-Americana da Saúde da Organização Mundial da Saúde (OPAS/OMS). O salário recebido por eles era inicialmente de US$ 3 mil e era repassado ao governo de Cuba, que, por sua vez, repassava apenas 40% desse dinheiro (US$ 400) aos médicos, o que suscitou críticas de associações médicas e da oposição.
No início de 2014, após abertura de uma investigação pelo Ministério Público do Trabalho, o Governo Federal anunciou que os médicos cubanos passariam a receber US$ 1 245 (à época, cerca de R$ 2 900), além da ajuda de custo. A partir de março de 2014, os profissionais cubanos passaram a ter direito a US$ 845, sendo que os US$ 400 restantes eram repassados ao governo cubano. Segundo o ministro da Saúde na época Arthur Chioro, o aumento não representava gasto a mais para o Brasil: "Não tem nenhum centavo a mais do governo brasileiro, é o mesmo recurso que agora passa a ser transferido [para o profissional] pelo governo cubano. O que houve foi uma negociação da presidente Dilma com o governo cubano".
Em 2017, de acordo com o portal do governo brasileiro dedicado ao programa, eram 8 316 brasileiros no programa, o que representava 45,6% do total. A prioridade do Ministério da Saúde era ampliar a participação nacional, tornando a iniciativa mais independente e garantindo atendimento médico à população.

## Recepção

### Pesquisas de opinião
Em junho de 2013, segundo o Datafolha, 47% da população era favorável ao programa e 48% era contrária. Na pesquisa de agosto do mesmo instituto, os favoráveis passaram a somar 54% da população e os desfavoráveis passaram a representar 40%. Já segundo pesquisa do instituto MDA, encomendada pela Confederação Nacional do Transporte e realizada em setembro, 73,9% da população era a favor da vinda de médicos estrangeiros ao país. Segundo levantamento do Instituto de Ciência, Tecnologia e Qualidade (ICTQ), 61% dos porto-alegrenses apoiavam o programa, sendo que a média de todas as dezesseis capitais pesquisadas era de 33%. Outra pesquisa, do Instituto Methodus, indicava que 59,3% dos gaúchos aprovavam o Mais Médicos.[carece de fontes?] Segundo o site Brasil 247, o programa Mais Médicos foi o principal fator que ajudou a presidente Dilma Rousseff a recuperar sua popularidade, que atingiu o menor nível após os protestos de junho de 2013.

### Entidades médicas
O programa Mais Médicos foi recebido de maneira negativa pelas entidades médicas. No final de julho, uma série de manifestações e paralisações foram convocadas como forma de protesto ao programa. Em 23 de agosto de 2013, a Associação Médica Brasileira (AMB) e o Conselho Federal de Medicina (CFM) entraram com uma ação no Supremo Tribunal Federal (STF) para suspender o programa. Na petição, as entidades alegavam que a contratação de profissionais formados em outros países sem que sejam aprovados no Exame Nacional de Revalidação de Diplomas Médicos (Revalida) seria ilegal. "A medida retira dos conselhos regionais de Medicina a competência para avaliar a qualidade profissional do médico intercambista, na medida em que suprime a possibilidade de fiscalizar o exercício profissional por meio da análise documental para o exercício da medicina", informava o documento. As entidades ainda diziam que a medida do governo promovia o exercício ilegal da medicina: "a pretensão do governo federal não garante políticas públicas de qualidade e tem o condão de permitir o exercício irregular e ilegal da medicina no Brasil, eis que é sabido de todos que não existe revalidação".
Em 23 de agosto de 2013, o presidente do Conselho Regional de Medicina de Minas Gerais (CRM-MG), João Batista Gomes Soares, disse que os médicos brasileiros não deveriam "socorrer" nem ser "padrinhos" de profissionais estrangeiros. Ele chegou a declarar que iria "orientar meus médicos a não socorrerem erros dos colegas cubanos". João Batista Ribeiro, juiz titular da 5ª Vara Federal de Minas Gerais, negou um pedido do CRM-MG para não conceder registro profissional aos médicos estrangeiros. Segundo Ribeiro, a alegação da entidade de que a medida provisória que instituiu o programa Mais Médicos era inconstitucional não procedia. Ainda cabia recurso à ação. Durante um protesto organizado pelo Sindicato dos Médicos do Ceará em 27 de agosto, os profissionais estrangeiros foram hostilizados em Fortaleza. Um médico tentou entrar na escola de saúde pública onde 96 médicos participavam do curso de formação. Segundo o Ministério da Saúde, os médicos estrangeiros ficaram dentro do prédio durante duas horas sem poder sair. O protesto foi visto com um "ato de xenofobia" por um secretário do Ministério da Saúde. Para o jornalista Luís Nassif, com tais atos de hostilização aos médicos cubanos, "conseguiram jogar a imagem da profissão na lata de lixo, apresentando-se para a esquerda como elitistas insensíveis e para a direita como corporativistas rançosos". O médico cancerologista Drauzio Varella prognosticou, em dezembro de 2013, que programa Mais Médicos deveria ter "um impacto muito pequeno na saúde pública do país", por que ele "é uma medida paliativa". Mais tarde, Varella opinou que esta "medida paliativa" foi "o programa de interiorização de maior alcance e duração. Nunca um programa alcançou tantas pessoas em território nacional e durou tanto tempo".

### Políticos da oposição
O Mais Médicos foi questionado pelo então deputado federal Jair Bolsonaro (PP-RJ) chamando ao questionamento da ética uma vez que tratava o assunto da assistência de base, que é próprio da enfermagem e não do médico, num mandado de segurança que esteve sob a relatoria do ministro do STF Marco Aurélio Mello. Além disso, o líder do PSDB na Câmara, Carlos Sampaio, afirmou que iria pedir que o Ministério Público do Trabalho fizesse o acompanhamento do programa e dos profissionais que fossem contratados pelo governo brasileiro quanto ao cumprimento da legislação. Ele também defendeu a realização do exame Revalida pelos médicos estrangeiros. O então presidente do PSDB, o senador mineiro Aécio Neves criticou a presidente Dilma Rousseff por ter vetado a emenda da oposição que estabelecia carreira específica para os profissionais do programa, através de concurso público, garantindo a eles progressão, e assegurando que os benefícios do programa fossem garantidos à população por longo prazo.

### Organização Mundial da Saúde
A OPAS/OMS informou, no final de julho de 2013, que via com entusiasmo o lançamento do Mais Médicos pelo governo brasileiro. Segundo o órgão, a medida guardava coerência com as resoluções e recomendações da OMS sobre a cobertura universal em saúde, o fortalecimento da atenção básica e primária no setor e a equidade na atenção à saúde da população. Para a OPAS/OMS, foram corretas as medidas de levar médicos, em curto prazo, para comunidades afastadas e de criar, em médio prazo, novas faculdades de medicina e ampliar a matrícula de estudantes de regiões mais deficientes, assim como o numero de residências médicas. De acordo com o órgão, países com os mesmos problemas que o Brasil estavam colhendo resultados da implementação de medidas semelhantes.
Uma nota assinada pelo Instituto Teotônio Vilela, ligado ao PSDB, afirmou que o apoio da OPAS/OMS ao Mais Médicos serviu apenas como um "verniz de maior seriedade" à implementação do programa que, segundo o texto, fomentava a servidão dos médicos cubanos. A BBC Brasil pediu à advogada especializada em direito trabalhista, Gláucia Massoni, que analisasse o documento firmado entre o governo e a OPAS/OMS. Segundo ela, o programa tinha segurança jurídica, uma vez que "os médicos vêm como intercambistas, não há relação de empregador e empregado, não há CLT".

### Organização Pan-Americana de Saúde
Em março de 2015, o Jornal da Band divulgou gravações de uma reunião anterior ao lançamento do Mais Médicos, nas quais assessores do Ministério da Saúde e a então coordenadora do programa na Organização Pan-Americana de Saúde (OPAS) discutiram meios de mascarar o objetivo de atender o governo Cubano reservando a maior parte do orçamento a profissionais de Cuba.
A TV Globo e a Folha de S. Paulo tiveram acesso, em 2018, a telegramas que revelaram que a proposta de criação do Mais Médicos partiu do governo de Cuba e não do governo brasileiro, em um acordo comercial sigiloso entre os dois países. O ministro da Saúde do governo Dilma, Alexandre Padilha, negou o caráter secreto da negociação, declarando que o programa havia sido aprovado e depois prorrogado pelo Congresso brasileiro, com aval de todos os partidos políticos, sendo também aprovado pelo Supremo Tribunal Federal, Tribunal de Contas e Organização Mundial da Saúde. No entanto, os documentos deixaram claro que o governo Dilma teve a intermediação da OPAS para evitar que o projeto precisasse da aprovação pelo Congresso. Os documentos revelaram ainda que o governo cubano se mostrou preocupado com um possível processo de avaliação dos médicos pelo Brasil, com uma eventual rejeição ao seu ingresso em território brasileiro. Por isso, propôs que a avaliação profissional fosse feita previamente em Cuba. O Brasil iria apenas realizar a integração dos médicos, com treinamento visando à adaptação ao idioma, condutas administrativas e legislação brasileira.

### Abandono das funções
Segundo o Ministério da Saúde, dos 11,4 mil médicos que atuavam no programa em março de 2015, quarenta haviam abandonado suas atividades.

## Saída de Cuba do programa
Em 14 de novembro de 2018, Cuba anunciou, por meio de uma nota divulgada pelo Ministério de Saúde local, a saída do programa Mais Médicos. Segundo o governo cubano, a retirada ocorreu devido ao anúncio, feito pelo presidente eleito Jair Bolsonaro, de alterações que seriam realizadas nos termos de cooperação. Tais alterações incluiriam o pagamento direto aos profissionais médicos disponibilizados por Cuba (e não por meio da Organização Pan-Americana da Saúde, o que resultava na apropriação, pelo governo cubano, de maior parte dos recursos pagos pelos serviços médicos), permissão para residir com sua família no Brasil e exigência da revalidação de diplomas no Brasil.
Com a retirada, cerca de 8 556 médicos cubanos deixaram o programa. Para resolver a situação, o governo abriu edital para substituir os cubanos. No mesmo período, o Conselho Regional de Medicina de São Paulo (Cremesp) acelerou a emissão do registro profissional de médicos recém-formados interessados em se inscrever no programa Mais Médicos. No dia 25 de novembro o Ministério da Saúde informou que 96,6% das vagas do programa Mais Médicos tinham sido preenchidas. Entretanto, no dia 14 de dezembro, quando encerrou-se o prazo limite de apresentação dos inscritos, 30% dos profissionais ainda não haviam se apresentado nas respectivas localidades.

## Retomada do programa: Mais Médicos para o Brasil
A retomada do programa foi anunciada no terceiro governo Lula, com o nome de "Mais Médicos para o Brasil", desta vez priorizando profissionais brasileiros formados no Brasil. Os editais incluem também vagas para intercambistas, brasileiros formados no exterior e estrangeiros, todos com registro do Ministério da Saúde. Em 20 de março de 2023 ocorreu a solenidade de relançamento do programa, que prevê a publicação de editais para 15 mil novas vagas inicialmente, incluindo outras áreas da Saúde, como odontologia, enfermagem e assistência social. 10 mil dessas vagas têm previsão de contrapartida dos municípios. Segundo o governo federal, isso deve garantir "menor custo para as prefeituras, maior agilidade na reposição do profissional e condições de permanência nessas localidades". O programa prevê a adesão de cerca de 28 mil profissionais até o final de 2023, com abrangência de atendimento de 96 milhões de pessoas na atenção primária. Foram previstos benefícios adicionais para os profissionais que atuarem nas periferias e regiões remotas do país. Os profissionais participantes do programa que se formaram com o auxílio do Fundo de Financiamento ao Estudante do Ensino Superior (FIES) recebem subsídios para o pagamento da dívida, e os recém-formados que cumprirem o programa de residência em áreas remotas também recebem incentivos financeiros.

### Programa Mais Acesso a Especialistas
Em dezembro de 2024, o governo federal lançou o Programa Mais Acesso a Especialistas (PMAE) com o objetivo de diminuir o tempo de espera para consultas, exames e resultados nas áreas de oncologia, cardiologia, oftalmologia, otorrinolaringologia e ortopedia. O programa é uma estratégia da Política Nacional de Atenção Especializada em Saúde (PNAES) e busca ampliar e qualificar o cuidado e o acesso à Atenção Especializada em Saúde - AES. O governo repassa recursos financeiros federais para as secretarias estaduais e municipais de saúde e para o Distrito Federal por meio da Oferta de Cuidados Integrados (OCIs), um conjunto de procedimentos a serem realizados por paciente no cuidado de uma doença ou agravo específico, devendo ser comprovado que o paciente realizou todas as consultas e exames que precisava, em no máximo 30 ou 60 dias, sem precisar enfrentar várias filas.

### Sanções do governo norte-americano
Em agosto de 2025, na esteira das medidas previamente anunciadas contra o Brasil, como taxas de 50% a exportações brasileiras e restrições de visto a ministros do Supremo Tribunal Federal através da Lei Magnitsky, o governo norte-americano anunciou a restrição de vistos a secretários do governo Lula devido ao seu envolvimento com o programa Mais Médicos durante o governo Dilma, com o argumento de que "o programa serviu como forma de Cuba driblar o embargo econômico dos EUA contra o país". A embaixada americana fez uma postagem no Twitter: "Mais Médicos do Brasil foi um golpe diplomático que explorou médicos cubanos, enriqueceu o regime cubano corrupto e foi acobertado por autoridades brasileiras e ex-funcionários da Opas. Não restam dúvidas: os EUA continuarão responsabilizando todos os indivíduos ligados a esse esquema coercitivo de exportação de mão de obra".